# Celeste y la banda de Moebius
Celeste y la banda de Moebius es una novela de Jorge Guerrero de la Torre, publicada en Durango, México, por el Programa Editorial del Instituto Municipal del Arte y la Cultura, en 2009.

## Trama y estilo
Localizada en Yucatán y El Salvador, combina ficción y autobiografía. Algunos capítulos siguen una narrativa estricta y se refieren a amigos, compañeros y lugares de trabajo de Guerrero de la Torre. Otros están escritos a modo de flashback o reflexiones. Está escrita en primera persona, como varias de las novelas del autor, y a menudo fluctúa entre el tiempo verbal pasado y presente. Hay numerosos pasajes que describen de forma explícita las prácticas y creencias mágico-religiosas de los indígenas mayas, lakota y pipiles, así como diversos eventos de índole paranormal y su intento de abordaje desde una perspectiva científica.
La novela está dividida en dos partes, Primera vuelta y Segunda vuelta. 
La primera parte se centra en la investigación realizada en 2006 en torno a la extraña desaparición de un niño en las selvas al noroeste de Yucatán y su aparente vinculación con eventos paranormales derivados de la ancestral mitología maya.
La segunda parte se inicia utilizando el racconto para narrar los eventos ocurridos meses antes a los presentados en la Primera Vuelta, justamente cuando el huracán Stan impactó en Centroamérica de forma simultánea a la erupción del volcán de Santa Ana. Los acontecimientos presentados en esta parte de la novela ocurren principalmente en el lago de Coatepeque, durante octubre de 2005.
La obra está construida de tal modo que su estructura argumental pretende conformar un anillo autorreferencial, es decir, una novela conformada como banda de Möbius.

## Estudios sobre esta obra
- Señales mutuas: Estudios transatlánticos de literatura española y mexicana hoy, 2019.[3]

Además, la presente obra forma parte de los siguientes catálogos de recursos bibliográficos en español:
- Biblioteca del Congreso de Estados Unidos.[4]
- Biblioteca de la Universidad Yale.[5]
- Biblioteca de la Universidad Brigham Young.[6]